# لارس إريك لوند
لارس إريك لوند (بالنرويجية: Lars Erik Lund)‏ (و. 1974  م) هو لاعب هوكي الجليد نرويجي، ولد في أوسلو، شارك في الألعاب الأولمبية الشتوية 2010.

## روابط خارجية
- لارس إريك لوند على موقع EliteProspects.com (الإنجليزية)
- لارس إريك لوند على موقع Eurohockey.com (الإنجليزية)
- لارس إريك لوند على موقع أوليمبيديا (الإنجليزية)